# 訃報 2001年8月
訃報 2001年8月（ふほう 2001ねん8がつ）では、2001年（平成13年）8月中に物故した、又は物故が報じられた人物についてまとめる。

## （1日 - 15日）

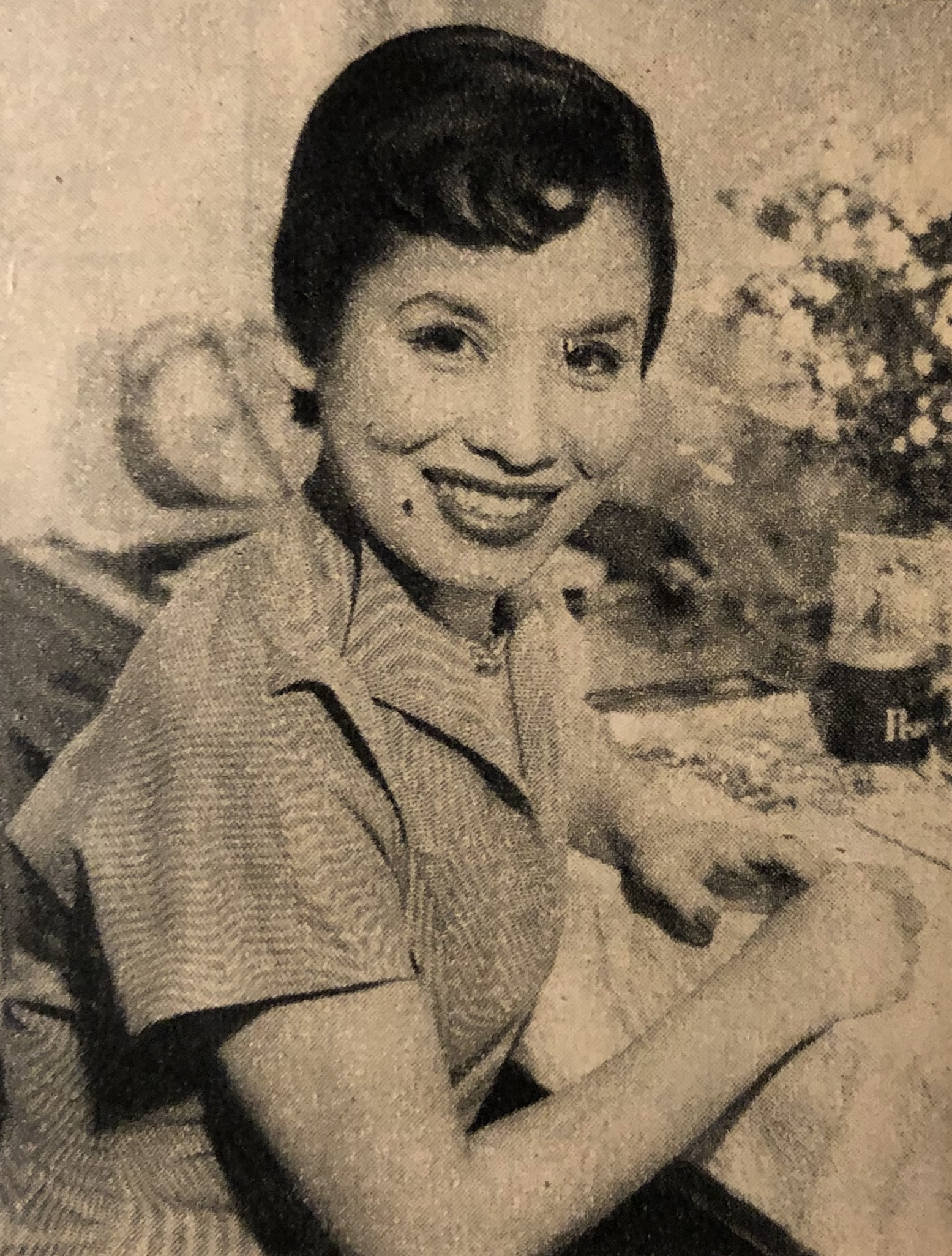
宝とも子／8月2日没

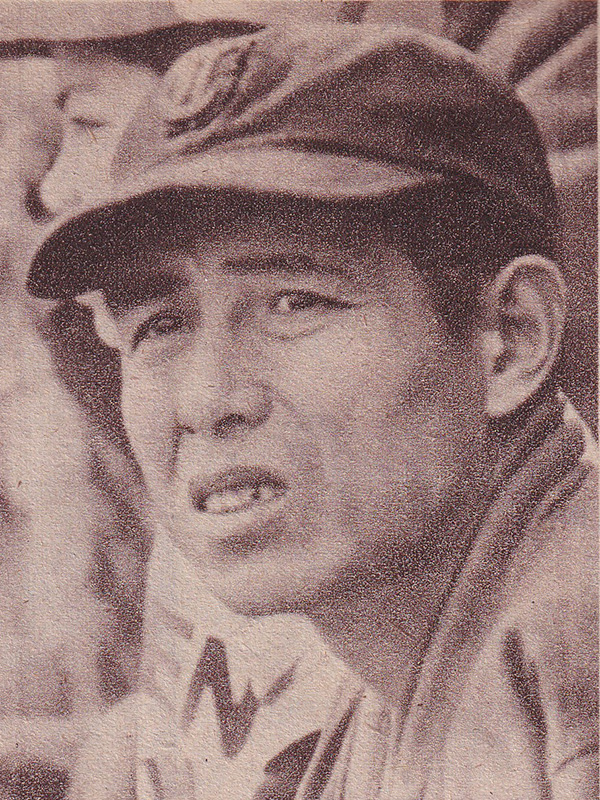
苅田久徳／8月3日没

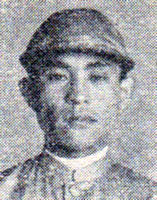
野平祐二／8月6日没

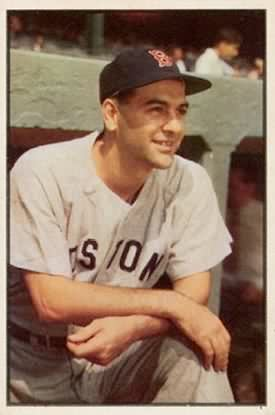
ルー・ブードロー／8月10日没

- 8月2日 - 宝とも子、歌手（* 1921年）
- 8月3日 - 苅田久徳、元プロ野球選手（* 1911年）
- 8月6日 - 青木正久、政治家、元環境庁長官（* 1923年）
- 8月6日 - 野平祐二、騎手・調教師（* 1928年）
- 8月6日 - ダン・ユマ、俳優・映画監督・映画プロデューサー（* 1931年）
- 8月8日 - 萩原吉太郎、実業家（* 1902年）
- 8月9日 - 青柳裕介、漫画家（* 1944年）
- 8月10日 - ルー・ブードロー、メジャーリーガー（* 1917年）
- 8月10日 - 竹地盛治、プロボクサー（* 1977年）
- 8月12日 - ピエール・クロソウスキー、小説家・画家・思想家・翻訳者（* 1905年）
- 8月13日 - 池田芳蔵、実業家、元NHK会長（* 1911年）
- 8月15日 - 金森政雄、実業家（* 1911年）

## （16日 - 31日）

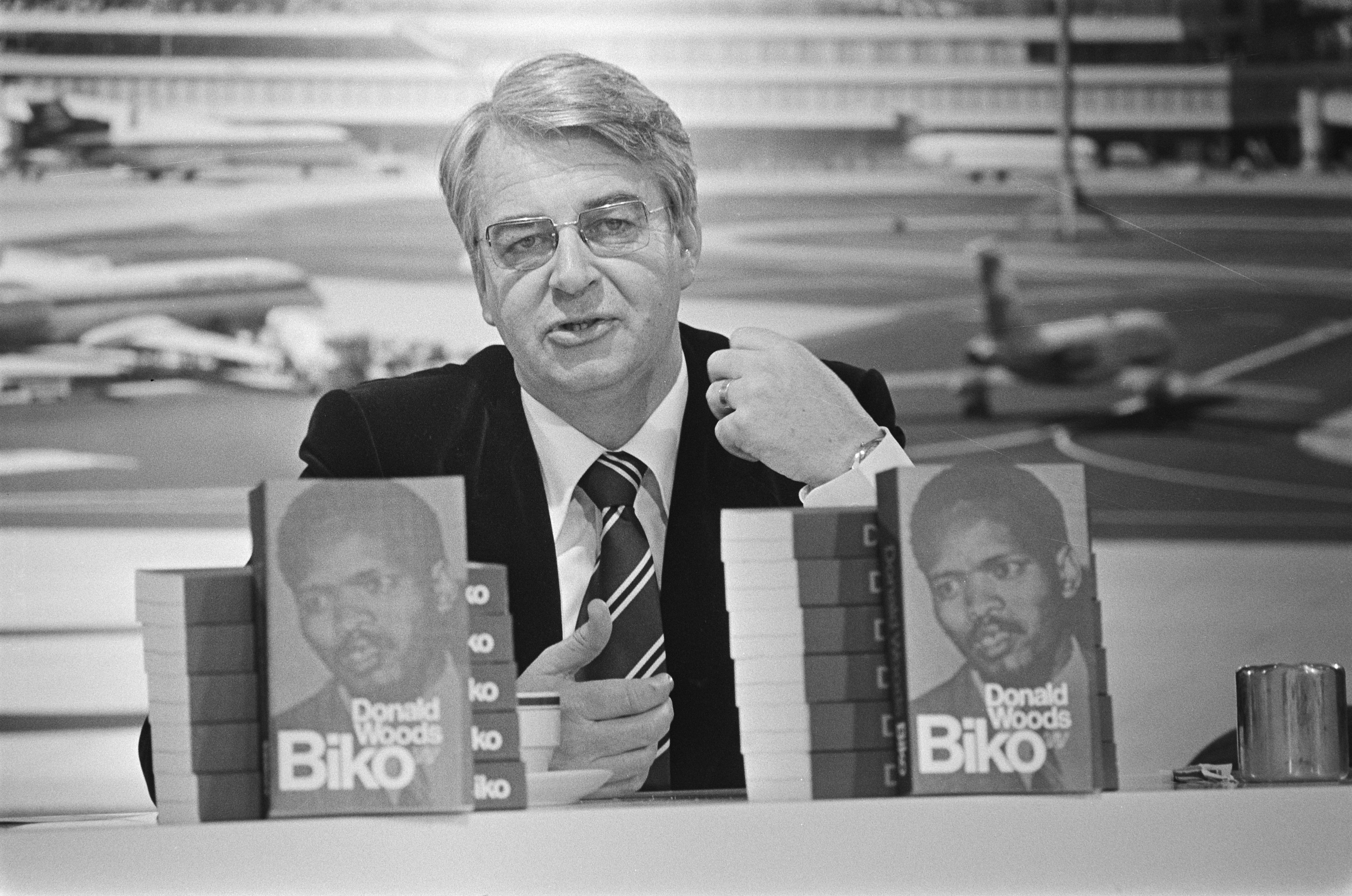
ドナルド・ウッズ／8月19日没

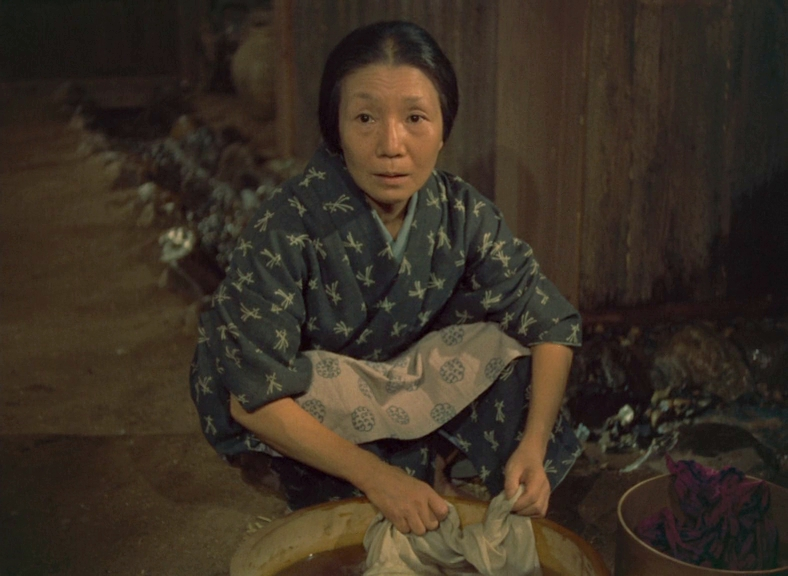
毛利菊枝／8月20日没

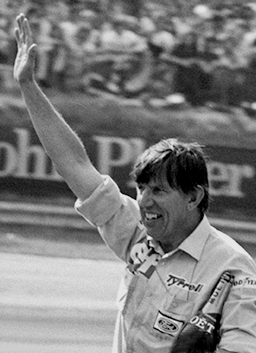
ケン・ティレル／8月25日没

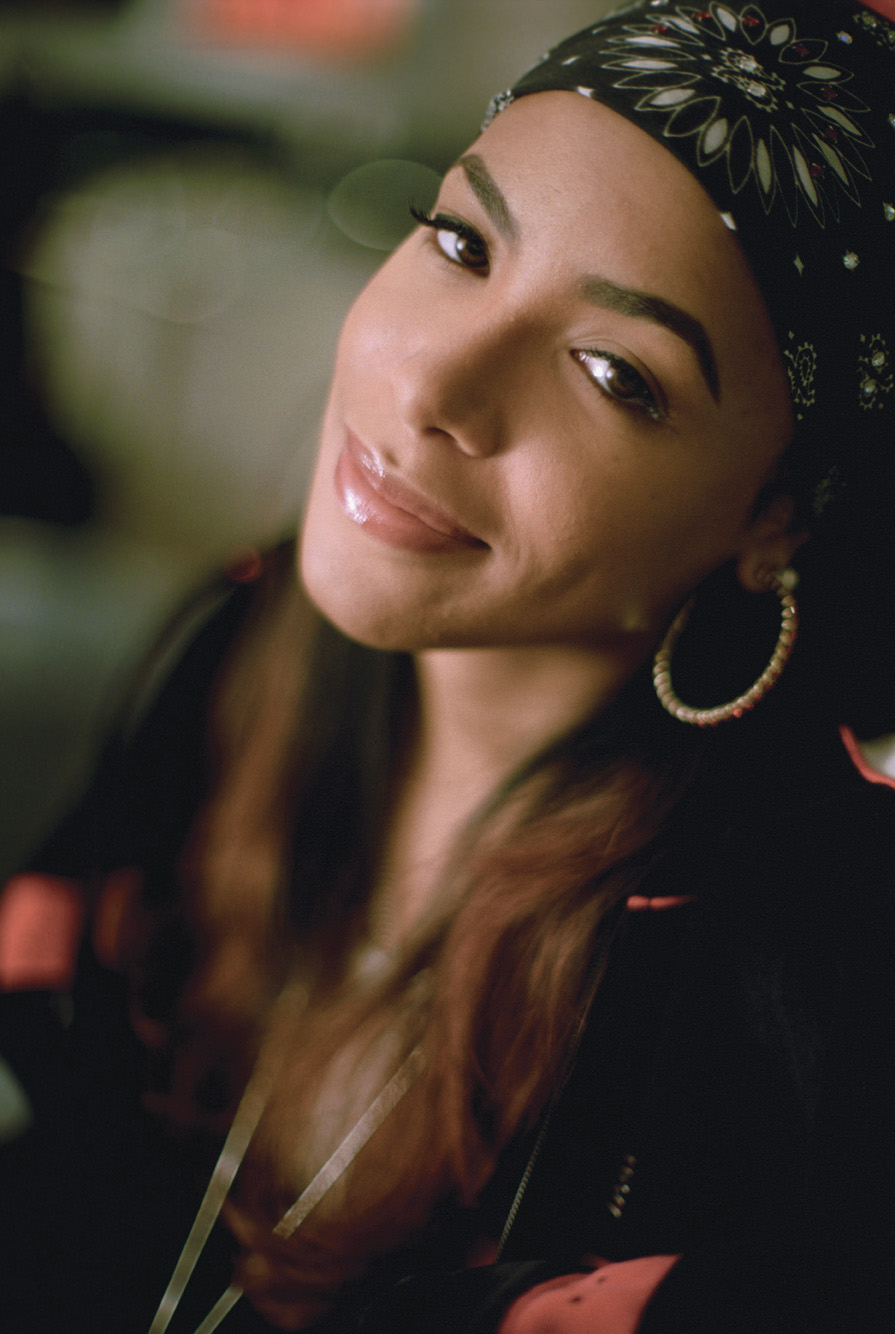
アリーヤ／8月25日没

- 8月19日 - 伊谷純一郎、生態学者、人類学者、霊長類学者（* 1926年）[1]
- 8月19日 - 高原須美子、経済評論家、元経済企画庁長官（* 1933年）
- 8月19日 - ドナルド・ウッズ、ジャーナリスト（* 1933年）
- 8月20日 - 毛利菊枝、女優（* 1903年）
- 8月21日 - 石神啓吾、政治家（* 1907年）
- 8月21日 - 北村治禧、彫刻家（* 1915年）
- 8月22日 - 白鳥信一、映画監督（* 1928年）
- 8月25日 - 佐々木盛雄、政治家（* 1908年）
- 8月25日 - ケン・ティレル、元レーシングドライバー（* 1924年）
- 8月25日 - 松尾銀三、声優（* 1951年）
- 8月25日 - アリーヤ、歌手（* 1979年）
- 8月28日 - 山尾三省、詩人（* 1938年）
- 8月31日 - 松恵山邦治、元大相撲十両力士（* 1929年）